# Ingeniería de control
La ingeniería de control es la disciplina de la ingeniería que aplica la teoría de control para diseñar, planificar y desarrollar dispositivos y sistemas con comportamientos deseados. La práctica requiere utilización de sensores y actuadores de entrada para hacer modificaciones en la respuesta de salida. La ingeniería de control se enfoca principalmente en la implementación de sistemas de control a partir de modelamientos matemáticos.
Se ocupó desde sus orígenes de la automatización y del control automático de sistemas industriales, sin intervención humana directa. Campos como el control de procesos, control de sistemas electromecánicos, supervisión y ajuste de controladores y otros donde se aplican teorías y técnicas entre las que podemos destacar: Control óptimo, control predictivo, control robusto y control no lineal entre otros, todo ello con trabajos y aplicaciones muy diversas (investigación básica, investigación aplicada, militares, industriales, comerciales, etc.), las cuales han hecho de la ingeniería de control una materia científica y tecnológica imprescindible hoy en día.

## Historia

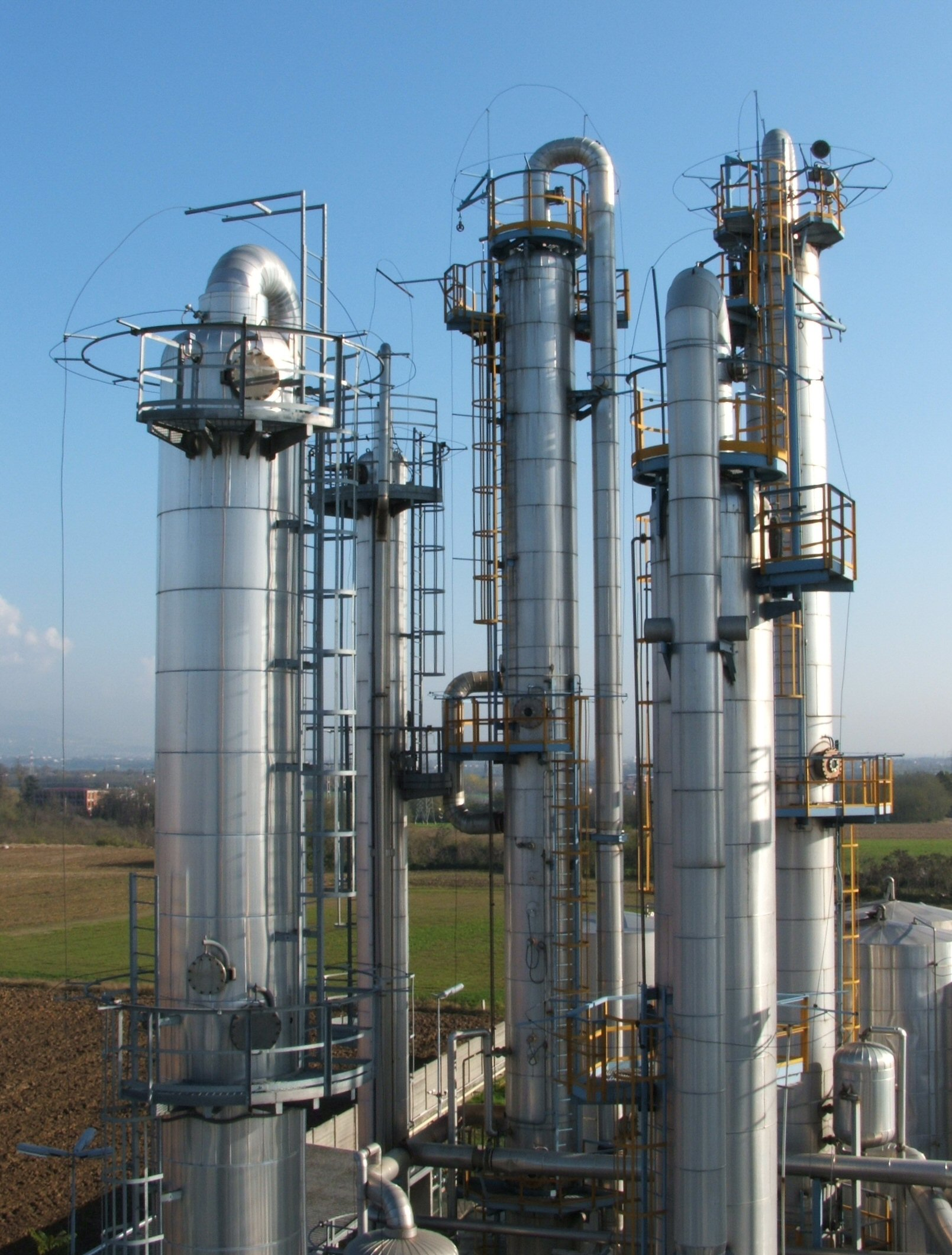
El control de columna de fraccionamientos es una de las aplicaciones más desafiantes

Los sistemas de control automático se desarrollaron por primera vez hace más de dos mil años. Se cree que el primer dispositivo de control de retroalimentación registrado es el reloj de agua del antiguo Ctesibio en Alejandría, Egipto, alrededor del siglo III a. C. Mantuvo el tiempo regulando el nivel de agua en un recipiente y, por lo tanto, el flujo de agua de ese recipiente. Este ciertamente fue un dispositivo exitoso ya que todavía se fabricaban relojes de agua de diseño similar en Bagdad cuando los mongoles capturaron la ciudad en 1258 EC. A lo largo de los siglos se ha utilizado una variedad de dispositivos automáticos para realizar tareas útiles o simplemente para entretener. Este último incluye los autómatas, populares en Europa en los siglos XVII y XVIII, con figuras danzantes que repetían la misma tarea una y otra vez; estos autómatas son ejemplos de control de bucle abierto. Los hitos entre la retroalimentación, o dispositivos de control automático de "bucle cerrado", incluyen el regulador de temperatura de un horno atribuido a Drebbel, alrededor de 1620, y el controlador de bola centrífuga usado para regular la velocidad de las máquinas de vapor por James Vatio en 1788.
En su artículo de 1868 "On Governors", James Clerk Maxwell pudo explicar las inestabilidades exhibidas por el controlador de bola usando ecuaciones diferenciales para describir el sistema de control. Esto demostró la importancia y utilidad de los modelos y métodos matemáticos para comprender fenómenos complejos, y marcó el comienzo del control matemático y la teoría de sistemas. Los elementos de la teoría del control habían aparecido antes, pero no de forma tan espectacular y convincente como en el análisis de Maxwell.
La teoría del control hizo avances significativos durante el próximo siglo. Las nuevas técnicas matemáticas, así como los avances en las tecnologías electrónicas e informáticas, hicieron posible controlar sistemas dinámicos significativamente más complejos que los que podía estabilizar el regulador de bola original. Las nuevas técnicas matemáticas incluyeron desarrollos en control óptimo en las décadas de 1950 y 1960, seguidos de avances en métodos de control estocástico, robusto, adaptativo y no lineal en las décadas de 1970 y 1980. Las aplicaciones de la metodología de control han ayudado a hacer posibles los viajes espaciales y los satélites de comunicación, aeronaves más seguras y eficientes, motores de automóviles más limpios y procesos químicos más limpios y eficientes.
Antes de que surgiera como una disciplina única, la ingeniería de control se practicaba como parte de la ingeniería mecánica y la teoría de control se estudiaba como parte de la ingeniería eléctrica ya que los circuitos eléctricos a menudo pueden describirse fácilmente usando técnicas de teoría de control. En las primeras relaciones de control, una salida de corriente estaba representada por una entrada de control de voltaje. Sin embargo, al no contar con la tecnología adecuada para implementar sistemas de control eléctrico, los diseñadores se quedaron con la opción de sistemas mecánicos menos eficientes y de respuesta lenta. Un controlador mecánico muy efectivo que todavía se usa ampliamente en algunas centrales hidroeléctricas es el regulador. Más tarde, antes de la electrónica de potencia moderna, los ingenieros mecánicos idearon sistemas de control de procesos para aplicaciones industriales usando dispositivos de control de neumática y hidráulica, muchos de los cuales todavía están en uso actualmente.

## Ingeniería automática

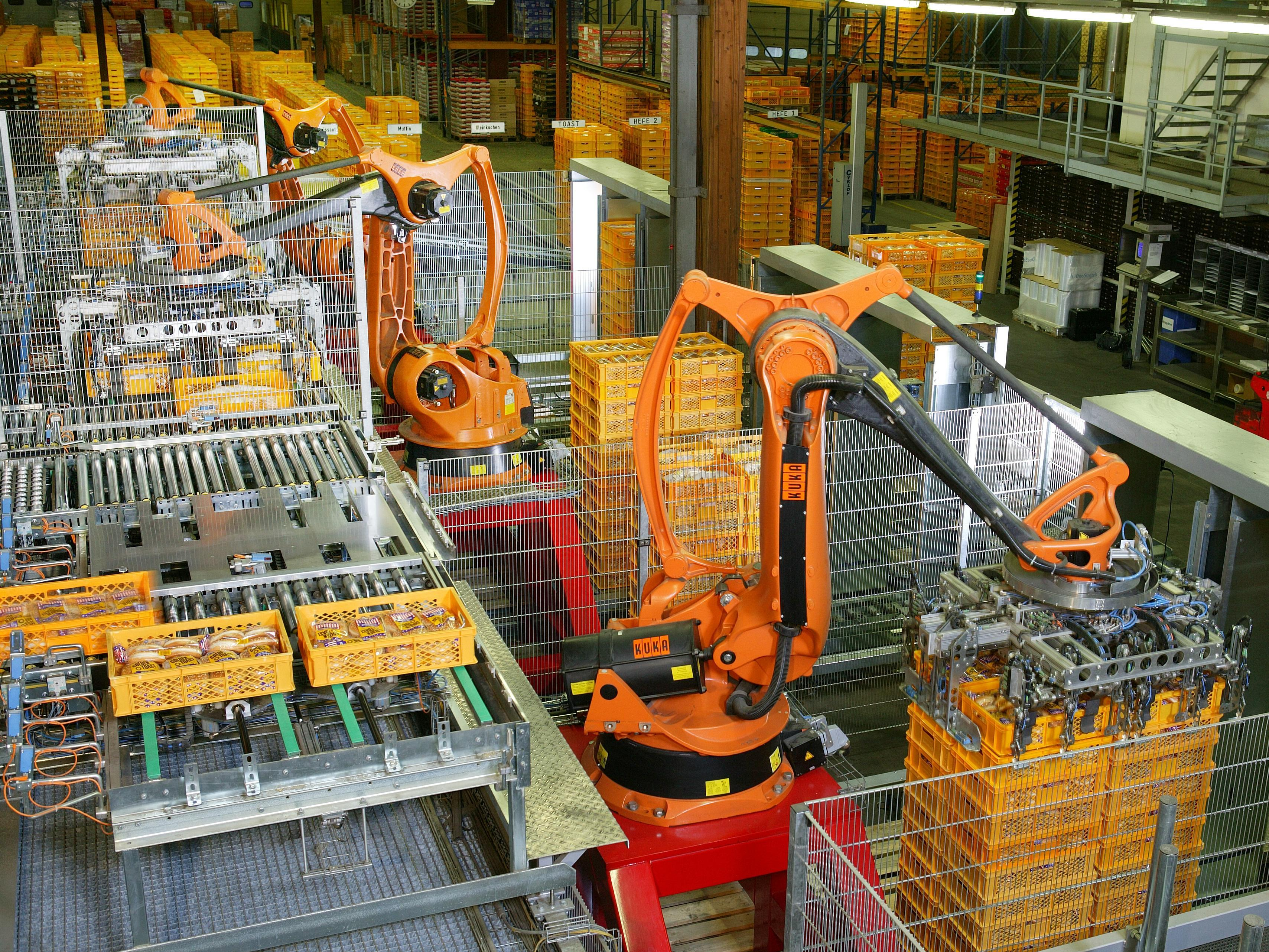
Robots industriales KUKA usados en la producción de alimentos para panadería.

La ingeniería automática es un área multidisciplinar que se encarga de la concepción y desarrollo de autómatas, máquinas industriales y de otros procesos automáticos.
La ingeniería automática se encarga de la automatización de procesos técnicos en las siguientes áreas:
- Electrónica e industria eléctrica
- Domótica
- Ingeniería mecánica
- Automovilismo
- Aeronáutica y astronáutica
- Robótica
- Gobierno electrónico
- Medicina

Dentro de la ingeniería automática se encuentran, entre otras, las siguientes subdisciplinas:
- Instrumentación automática
- Tecnología de sensores
- Regulación automática
- Control de procesos
- Vigilancia
- Diagnóstico de fallos
- Optimización
- Mecatrónica

El diseño, implementación y puesta en marcha de sistemas automáticos es un proceso muy metódico. Estos métodos de la ingeniería automática están en parte divididos en procesos de la Ingeniería Moderna.
(automation del inglés automotivation)
Hoy en día, la ingeniería electrónica es una parte integrante de la Ingeniería de Control. Casi todos los sistemas automáticos funcionan con ayuda de la electrónica, quedando los sistemas automáticos basados en la mecánica en un segundo plano. Por otra parte, los sistemas digitales están tomando cada vez más importancia en esta área, en especial los microprocesadores y los convertidores digital-analógicos (D/A) así como los analógico-digitales (A/D).
La mayoría de los métodos generales de la ingeniería de control se basan en el uso de modelos analíticos del proceso que se quiere estudiar obtenidos de forma teórica o experimental. A partir de estos modelos se pueden usar métodos científicos para obtener sistemas de control para los mismos. Esta parte de la automática tiene una gran importancia, contando con los siguientes métodos:
- Identificación y estimación de parámetros
- Control adaptativo
- Vigilancia y diagnóstico de fallos
- Lógica difusa o control difuso
- Algoritmos evolutivos
- Redes neuronales

Con estos métodos se pueden diseñar sistemas inteligentes con reguladores basados en modelos que se auto-actualizan y con control de fallos, que pueden tomar decisiones en función de la información que obtienen a través de sus sensores. Los mismos son también de gran importancia en mecatrónica y son usados también en el control digital de robots, máquinas herramienta, motores, coches y sistemas neumáticos e hidráulicos.

## Control

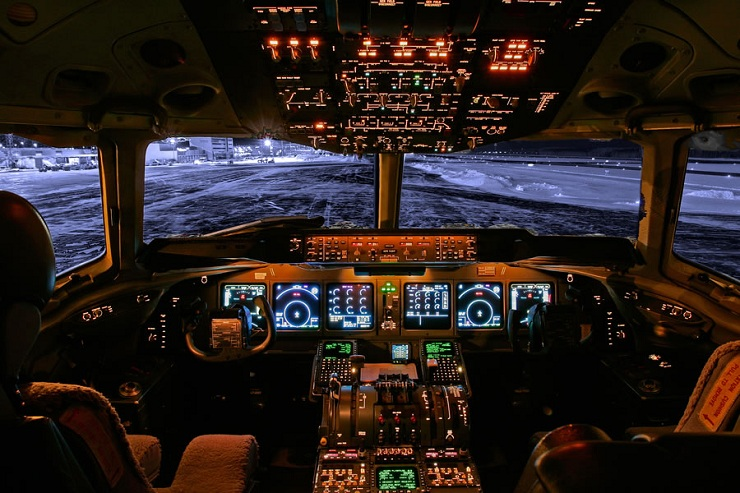
Sistemas de control en un avión.

El control es un área de la ingeniería y forma parte de la Ingeniería de Control. Se centra en el control de los sistemas dinámicos mediante el principio de la realimentación, para conseguir que las salidas de los mismos se acerquen lo más posible a un comportamiento predefinido. Esta rama de la ingeniería tiene como herramientas los métodos de la teoría de sistemas matemática.
Las bases de esta ingeniería se sentaron a mediados del siglo XX a partir de la cibernética. Sus principales aportaciones corresponden a Norbert Wiener, Rudolf Kalman y David G. Luenberger.
La ingeniería de control es una ciencia interdisciplinar relacionada con muchos otros campos, principalmente las matemáticas y la informática. Las aplicaciones son de lo más variado: desde tecnología de fabricación, instrumentación médica, Subestación eléctrica, ingeniería de procesos, robótica hasta economía y sociología. Aplicaciones típicas son, por ejemplo, el piloto automático de aviones y barcos y el ABS de los automóviles. En la biología se pueden encontrar también sistemas de control realimentados, como por ejemplo el habla humana, donde el oído recoge la propia voz para regularla.
El control de temperatura en una habitación es un ejemplo claro y típico de una aplicación de ingeniería de control. El objetivo es mantener la temperatura de una habitación en un valor deseado, aunque la apertura de puertas y ventanas y la temperatura en el exterior hagan que la cantidad de calor que pierde la habitación sean variables (perturbaciones externas). Para alcanzar el objetivo, el sistema de calefacción debe modificarse para compensar esas perturbaciones. Esto se hace a través del termostato, que mide la temperatura actual y la temperatura deseada, y modifica la temperatura del agua del sistema de calefacción para reducir la diferencia entre las dos temperaturas.

### Introducción
La ingeniería de control moderna se relaciona de cerca con la Ingeniería eléctrica y la electrónica, pues los circuitos electrónicos pueden ser modelizados fácilmente usando técnicas de la teoría de control. En muchas universidades, los cursos de ingeniería de control son dictados generalmente por la Facultad de Ingeniería Eléctrica. Anterior a la electrónica moderna, los dispositivos para el control de procesos eran diseñados por la ingeniería mecánica, los que incluían dispositivos tales como levas junto con dispositivos neumáticos e hidráulicos. Algunos de estos dispositivos mecánicos siguen siendo usados en la actualidad en combinación con modernos dispositivos electrónicos.
El control aplicado en la industria se conoce como control de procesos. Se ocupa sobre todo del control de variables como temperatura, presión, caudal, etc, en un proceso químico de una planta. Se incluye como parte del plan de estudios de cualquier programa de ingeniería química. Emplea muchos de los principios de la ingeniería de control.
La ingeniería de control es un área muy amplia y cualquier ingeniería puede utilizar los mismos principios y técnicas que esta utiliza.
La ingeniería de control se ha diversificado a tal punto que hoy se aplica incluso en campos como la biología, las finanzas, e incluso el comportamiento humano.
El estudiante de ingeniería de control comienza el curso con los llamados sistemas de control lineal que requieren del uso de matemática elemental y la transformada de Laplace (llamada teoría de control clásica). En el control lineal, el estudiante hace análisis de los sistemas en el dominio de la frecuencia y del tiempo mientras que en los sistemas no lineales y en el control digital se requiere el uso del álgebra lineal y de la transformada Z respectivamente. A partir de aquí hay varias ramas secundarias.

## Sistemas de control
La Ingeniería de control es una disciplina que se focaliza en modelizar matemáticamente una gama diversa de sistemas dinámicos y el diseño de controladores que harán que estos sistemas se comporten de la manera deseada. Aunque tales controladores no necesariamente son electrónicos y por lo tanto la ingeniería de control es a menudo un subcampo de otras ingenierías como la mecánica.
Dispositivos tales como circuitos eléctricos, procesadores digitales y los microcontroladores son muy utilizados en todo sistema de control moderno.
La ingeniería de control tiene un amplio rango de aplicación en áreas como los sistemas de vuelo y de propulsión de los aviones de aerolíneas, militares, en la carrera espacial y últimamente en la industria automotriz.
El objetivo del control automático es poder manejar con una o más entradas (o referencia), una o más salidas de una planta o sistema, para hacerlo, la idea más primitiva es colocar entre la referencia y la planta, un controlador que sea el inverso de la función de transferencia de la planta, de tal manera que la función de transferencia de todo el sistema (la planta más el controlador), sea igual a uno; logrando de esta manera que la salida sea igual a la entrada; esta primera idea se denomina control en la lazo abierto. Un ejemplo clásico de control en lazo abierto es una lavadora de ropa ya que ésta funciona durante un ciclo predeterminado sin hacer uso de sensores.
Las desventajas que tiene el control por lazo abierto son:
-Jamás se conoce la planta, a lo más se puede conocer un modelo aproximado, por lo que no se puede lograr el inverso perfecto.

-No se puede usar para controlar plantas inestables.

-No compensa perturbaciones en el sistema.

-Si la planta tiene grado relativo mayor que cero, no se puede crear un controlador que la invierta, ya que no se puede hacer una función de transferencia con grado menor que cero.

-Es imposible invertir perfectamente una planta, si esta tiene retardos, ya que su inverso sería un adelanto en el tiempo (se debería tener la capacidad de predecir el futuro).

Una idea más avanzada, y más ampliamente implementada, es el concepto de feedback o realimentación, en que se usa la medición de la salida del sistema, como otra entrada del mismo, de tal forma que se puede diseñar un controlador que ajuste la actuación para variar la salida y llevarla al valor deseado. Por ejemplo el cuerpo humano realiza un control por realimentación para mantener la homeostasis, tiene sensores para cada elemento en el cuerpo y si es que se detecta una cantidad anormal, el cuerpo tiene sistemas para compensarlo (estos sistemas serían el controlador), los que produce una actuación (cierra válvulas, produce más sustancia, etc.) hasta que los sensores le indican al cuerpo que ya se alcanzó el equilibrio; otro ejemplo : en un automóvil con control de crucero la velocidad se sensa y se retroalimenta continuamente al sistema que ajusta la velocidad del motor por medio del suministro de combustible al mismo, en este último caso la salida del sistema sería la velocidad del motor, el controlador sería el sistema que decide cuanto combustible echar de acuerdo a la velocidad y la actuación sería la cantidad de combustible suministrado.
Las ventajas que tiene el control por retroalimentación son:
-Puede controlar sistemas inestables

-Puede compensar perturbaciones

-Puede controlar sistemas incluso si estos tienen errores de modelado

Desventajas:

-El uso de sensores hace más caro (en dinero) el control

-Se introduce el problema del ruido, al hacer la medición